# Ted Diro
Edward „Ted“ Ramu Diro (* 14. Dezember 1942 in Bogu, Rigo Distrikt, Central Province) ist ein papua-neuguineischer Politiker, der unter anderem zwischen 1990 und 1991 stellvertretender Premierminister war.

## Leben
Diro wurde 1985 von Premierminister Paias Wingti als Minister für Forsten in dessen erste Regierung berufen. 1986 gründete er zusammen mit Serei Eri die People's Action Party (PAP). Im Zuge einer Regierungsumbildung übernahm er 1986 von Legu Vagi das Amt des Außenministers, das er bis zu seiner Ablösung durch Aruru Matiabe 1987 bekleidete.
1989 wurde Diro von Premierminister Rabbie Namaliu als Staatsminister für Sonderaufgaben in dessen Regierung berufen. Im Anschluss bekleidete er zwischen 1990 und 1991 in der Regierung Namaliu die Funktionen als stellvertretender Premierminister und Minister für den öffentlichen Dienst. Während dieser Zeit kam es zu einer Verfassungskrise herbei, nachdem er der Korruption angeklagt und schuldig befunden wurde. Entsprechend der Verfassung hätte Serei Eri, der nunmehr Generalgouverneur von Papua-Neuguinea war, Diro entlassen müssen, was dieser jedoch nicht tat. Dies führte zu einer heftigen Kontroverse, die letztlich auch zu Rücktrittsforderungen gegenüber dem Generalgouverneur mit sich brachten. 
Zuletzt war Diro als Nachfolger von John Orea von 1997 bis zu seiner Ablösung durch Ajax Bia 1999 Gouverneur der Central Province. Ihm zu Ehren wurde die Ted Diro Elementary School und die Ted Diro Primary School, die beide in Hohola liegen, einem Vorort von Port Moresby.

## Weblink
- Kurzbiografie (rulers.org)